# Нягул Цветков
Нягул Цветков Цветков е български офицер, генерал-майор, участник в Сръбско-българската (1885), Балканската (1912 – 1913), Междусъюзническата война (1913) и Първата световна война (1915 – 1918).

## Биография
Нягул Цветков Цветков е роден на 15 септември 1864 г. в Клисура. На 30 август 1885 завършва с 6-и випуск на Военното на Негово Княжеско Височество училище и е произведен в чин подпоручик. Взема участие в Сръбско-българската война (1885) в състава на 3-та батарея от 2-ри артилерийски полк. През 1887 е произведен в чин поручик. През 1888 г. като поручик от 1-ви артилерийски полк е командирован за обучение в Артилерийската и инженерна апликационна академия в Торино, Италия, която завършва през 1891 г., като междувременно през 1890 е произведен в чин капитан.
През 1895 е произведен в чин майор, а през 1898 заедно с майор Калин Найденов издават труда „Ръчно оръжие“, теория и албум, а през 1899 излиза общото им съчинение „Елементарна балистика“.
През 1901 е произведен в чин подполковник, в периода (12 януари 1904 – 12 януари 1907) е командир на Шуменския крепостен батальон, като през 1905 е произведен в чин полковник. На 12 януари 1907 е назначен за командир на 2-ри артилерийски полк.
По време на военната си кариера Нягул Цветков служи и в 4-ти артилерийски полк, артилерийската инспекция, като помощник инспектор на артилерията и като генерал за поръчки в артилерийската инспекция на Министерството на войната. На 15 август 1917 г. е произведен в чин генерал-майор, а през 1918 г. е уволнен от служба. Умира през 1920 г. и е погребан в Централните софийски гробища.
Генерал-майор Нягул Цветков е женен и има 3 деца. Спомените на генерал Цветков от Сръбско-българската война се съхраняват в Държавния военноисторически архив, като частично са публикувани в „Сръбско-българската война 1885. Сборник статии“.

## Военни звания
- Подпоручик (30 август 1885)
- Поручик (1887)
- Капитан (1890)
- Майор (1895)
- Подполковник (1901)
- Полковник (1905)
- Генерал-майор (15 август 1917)

## Образование
- Военно на Негово Княжеско Височество училище (до 1885)
- Артилерийска и инженерна апликационна академия в Торино, Италия (1888 – 1891)